# Spongites africana
Spongites africana (Foslie) J. Afonso-Carrillo, M. Chacana & M. Sanson, 1993  é o nome botânico  de uma espécie de algas vermelhas pluricelulares do gênero Spongites, família Corallinaceae, subfamília Mastophoroideae.
- São algas marinhas encontradas na África (Camarões, Mauritânia, Guiné Equatorial, São Tomé e Príncipe e Senegal) e em algumas ilhas do Atlântico (Canárias e Cabo Verde).

## Sinonímia
- Spongites africanus  (Foslie) J. Afonso-Carrillo, M. Chacana & M. Sanson (var. ort.)
- Lithothamnion ponderosum  Foslie